# Pleurage et scintillement
Le pleurage et scintillement (W&F pour Wow and Flutter) est une déformation du son d'origine à la suite d'un enregistrement sur un support comme un disque microsillon, une bande magnétique ou une cassette audio.

## Pratique
Le premier terme (pleurage) désignant cette déformation du signal audio est issu de la perception que l'auditeur en a, on a l'impression que la musique pleure. Plus précisément, la réception d'un son continu originel subirait des variations de hauteurs (plus aigu ou moins aigu). Le scintillement est un pleurage rapide (plus de 10 Hz).  

## Théorie
Cette déformation peut être due à : 
- Une variation de la vitesse de défilement du support (disque vinyle, bande magnétique), soit de l'appareil enregistreur, soit de l'appareil lecteur ;
- Mais elle est aussi souvent due à la déformation (allongement de la bande magnétique, vrillage du disque), ce qui est plus gênant car le signal d'origine est alors définitivement altéré.

## Mesure

Courbe de scintillement

Il existait, à l'époque où ces supports étaient d'usage courant des appareils de mesure pour quantifier ces problèmes. Par exemple : le LEADER LFM39 qui génère une fréquence de 3 kHz que l'on enregistre sur le support. Il est plus précis - ajoute le user manual - d'utiliser une bande magnétique "étalon" où ce signal est enregistré. Ces bandes ne sont plus fabriquées de nos jours...
À la relecture sur le matériel à tester, l'appareil mesure le pleurage et scintillement en suivant une norme, JIS, CCIR ou DIN. Pleurage et scintillement étant particulièrement gênants entre 1 et 10 Hz, les normes définissent une valeur totale en pondérant les mesures obtenues aux différentes fréquences par une courbe comme celle représentée à droite (contrairement à ce que cette pondération suggère, le scintillement au-delà de 200 Hz peut être audible dans certaines conditions d'écoute).
Les meilleurs lecteurs de bande pouvaient atteindre une valeur totale de 0,02 %. Les platines microsillon de qualité produisent de l'ordre de 0,1 % de pleurage et scintillement.

## Correction du Pleurage
En 2017, la puissance de calcul informatique disponible aidant, plusieurs sociétés ont mis sur le marché des logiciels spécialisés dans la correction ou la réduction du phénomène de pleurage sur des  enregistrements audio sur bandes, cassettes audio ou disques vinyles.
Citons notamment le logiciel "Capstan" de l'entreprise Celemony, qui permet de retrouver l'enregistrement original via un processus complexe de correction numérique.